# Batovac
Batovac (em cirílico:Батовац) é uma vila da Sérvia localizada no município de Požarevac, pertencente ao distrito de Braničevo, na região de Braničevo. A sua população era de 596 habitantes segundo o censo de 2002.

## Demografia
| 1948 | 1953  | 1961  | 1971 | 1981 | 1991 | 2002 |
| ---- | ----- | ----- | ---- | ---- | ---- | ---- |
| 989  | 1 005 | 1 028 | 958  | 951  | 920  | 596  |